# التقسيم البروسي
التقسيم البروسي ( (بالبولندية: Zabór pruski)‏ «أو» بولندا البروسية يشير المصطلح إلى الأقاليم السابقة في الكومنولث البولندي اللتواني التي حصلت عليها مملكة بولندا في أواخر القرن الثامن عشر. استحوذت بروسيا على 141,400 كم 2 (54,600 ميل مربع) من الأراضي التي كانت تشكل الأراضي الغربية سابقًا للكومنولث. تم التقسيم الأول بقيادة الإمبراطورية الروسية بمشاركة بروسية في عام 1772؛ الثاني في عام 1793، والثالث في عام 1795، مما أدى إلى القضاء على بولندا كدولة لمدة 123 سنة قادمة.

## التاريخ
حصلت مملكة بروسيا على الأراضي البولندية في جميع التقاسمات العسكرية الثلاثة.

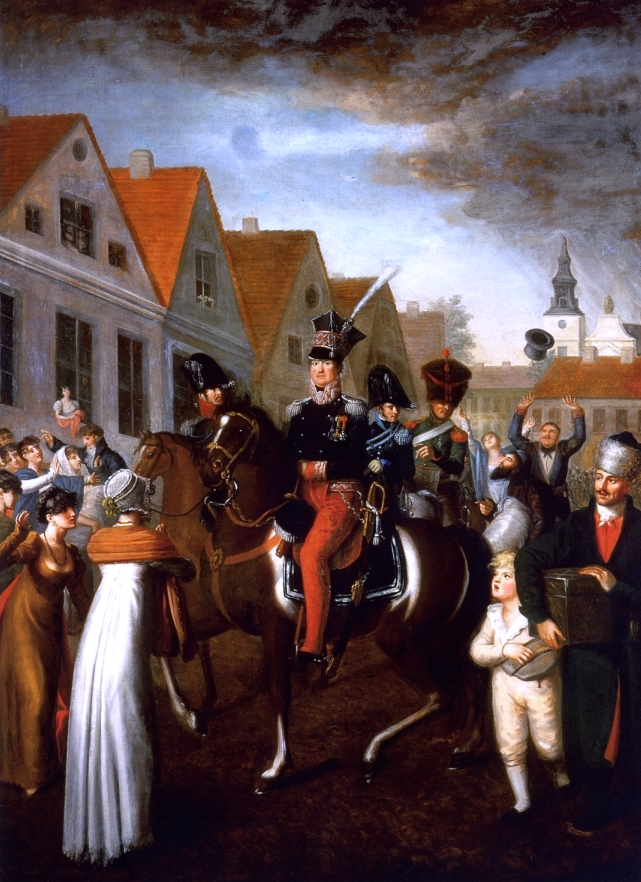
يان هنريك دونبروفسكي يدخل بوزنان في عام 1806

تضمنت الأحداث التاريخية الرئيسية للتقسيم البروسي ضم فريدريك الثاني عام 1772 لبروسيا البولندية السابقة من قِبل فريدريك الثاني الذي نقل بسرعة 57475 أسرة ألمانية بروسيا الغربية هناك من أجل تعزيز عمليات الاستحواذ الجديدة. تم تهميش اللغة البولندية. في عام 1793، ضمت مملكة بروسيا غدانسك (دانزيغ) وتورون (ثورن)، وهي جزء من التاج البولندي منذ عام 1457. أثار التوغل أول انتفاضة كبرى لبولندا في كوجاوي تحت قيادة يان هنريك دوبروفسكي. انتهت الثورة بعد القبض على الجنرال تاديوس كوزيوسكو من قبل الروس. تميز التقسيم الثالث الذي تلا ذلك عام 1795 بالضم البروسي لمنطقة بودلاس، مع بقية ماسوفيا، والعاصمة وارسو (التي سلّمها فريدريك الثالث للروس بعد عشرين عامًا).  اندلعت انتفاضة بولندا الكبرى ضد القوات البروسية (تحت قيادة الجنرال دوبروفسكي ) في مدينة ويلكوبولسكا (بولندا الكبرى) في عام 1806، قبل الهزيمة البروسية الكاملة على يد نابليون الذي أنشأ دوقية وارسو في عام 1807. ومع ذلك، فإن سقوط نابليون خلال حملته الروسية أدى إلى تفكيك الدوقية في مؤتمر فيينا (1815) وعودة السيطرة البروسية.
وقعت انتفاضة بولندا الكبرى الثالثة بقيادة لودويك ميروسلافسكي في عام 1846. هدفت الانتفاضة لتكون جزءًا من الانتفاضة العامة ضد الولايات الثلاث التي قسمت بولندا. اتهم حوالي 254 متمردا بالخيانة العظمى في برلين. بعد ذلك بعامين، خلال الربيع الأوروبي، اندلعت الانتفاضة البولندية الرابعة في بوزنان وحولها في عام 1846، بقيادة اللجنة الوطنية البولندية. قام الجيش البروسي بتهدئة المنطقة وسجن 1500 بولندي في قلعة بوزنان. وأظهرت الانتفاضة للمتمردين البولنديين أنه لا توجد أي إمكانية لمحاولة التفاوض بشأن الدولة البولندية مع الألمان. بعد مرور ستين عامًا فقط، ساعدت انتفاضة بولندا الكبرى (1918-1919) في التقسيم البروسي لبولندا على استعادة حريتها في أعقاب الحرب العالمية الأولى.

## اقتصاد
من المنظور الاقتصادي، كانت أراضي القسم البروسي (جراء التقسيم) هي الأكثر تطوراً، وذلك بفضل السياسات العامة للحكومة. دعمت الحكومة الألمانية الزراعة والصناعة والمؤسسات المالية والنقل.

## القطاع الإدراي
- منطقة نتزي - من 1772 إلى 1793
- سيليزيا الجديدة - من 1795 إلى 1807
- بروسيا الشرقية الجديدة - من 1795 إلى 1807
- بروسيا الجنوبية - من 1793 إلى 1806
- بروسيا الشرقية - من 1773 إلى 1829
- بروسيا الغربية - من 1773 إلى 1824

مع مرور الوقت تغيرت الأقسام الإدارية. تشمل المناطق الإدارية البروسية المهمة من الأراضي البولندية:
- دوقية بوسن الكبرى من 1815-1848
- مقاطعة بوسن من 1848-1919